# Hans Hildebrand (historien de la marine)
Ne doit pas être confondu avec Hans Hildebrand.
Pour les articles homonymes, voir Hildebrand.
Hans Heinrich Hildebrand (né le 14 octobre 1919 et mort en 2011 à Hambourg-Bergedorf) est un officier de marine allemand et historien de la marine.

## Biographie
Hans Hildebrand est un marchand et capitaine de corvette, qui a publié ses travaux de recherche dans le domaine de l'histoire navale allemande dans plusieurs anthologies, qui comptent parmi les ouvrages de référence.
Dans les années 1950, avec Walter Lohmann (de), il crée l'anthologie en trois volumes Die deutsche Kriegsmarine 1939–1945, dans laquelle il documente entièrement l'organisation et la dotation en personnel de la Kriegsmarine.
La série sur les amiraux allemands est ensuite poursuivie par Dermot Bradley.

## Œuvres (sélection)
- mit Adolf Röhr, Hans-Otto Steinmetz: Die deutschen Kriegsschiffe: Biographien: ein Spiegel der Marinegeschichte von 1815 bis zur Gegenwart. Sieben Bänder, ab 1979, in mehreren Auflagen.
- mit Ernest Henriot, Dermot Bradley (Hrsg.): Deutschlands Admirale 1849–1945. Die militärischen Werdegänge der See-, Ingenieur-, Sanitäts-, Waffen- und Verwaltungsoffiziere im Admiralsrang.
  - Tome 1 : A-G. Biblio Verlag, Osnabrück 1988.
  - Tome 2 : H-O. Biblio Verlag, Osnabrück 1989.
  - Tome 3 : P-Z. Biblio Verlag, Osnabrück 1990.
- Die organisatorische Entwicklung der Marine nebst Stellenbesetzung 1848 bis 1945. Mehrere Bände, 2000.